# 哈特谢普苏特
哈特谢普苏特（〔埃及〕、〔英〕；约前1507年－前1458年1月16日），或译哈特舍普苏特、赫雀瑟或哈塞普蘇，在古埃及語的意思为“最高貴的女士”。她是第十八王朝法老（约公元前1479年－约公元前1458年在位）也是古埃及第二位可考的女性法老，是古埃及一位著名的女法老。

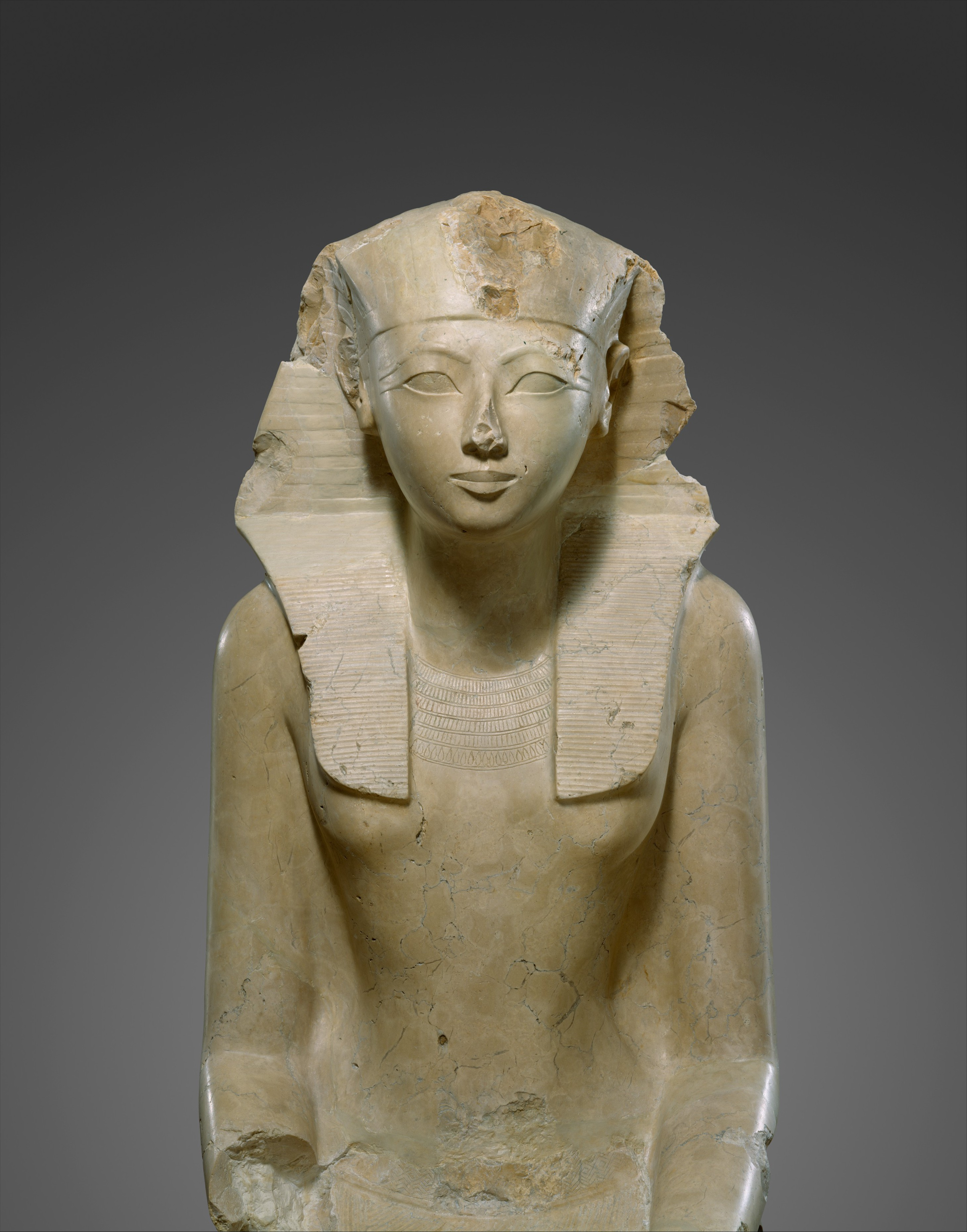
哈特謝普蘇特坐像，現藏大都會藝術博物館

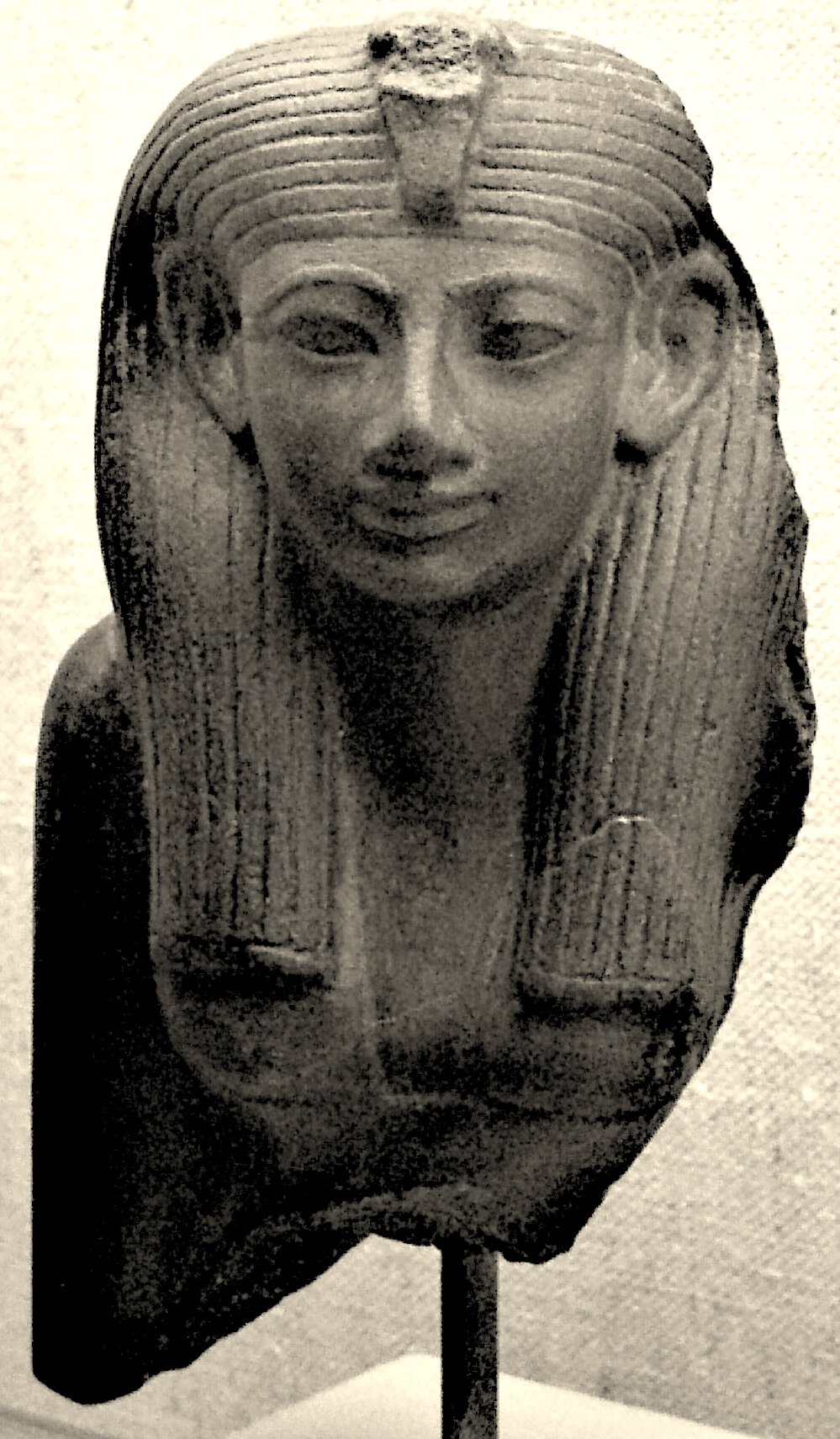
哈特谢普苏特雕像，现藏波士頓美術館

## 统治
哈特謝普蘇特是法老图特摩斯一世與雅赫摩斯王后唯一的嫡女、图特摩斯二世的异母姐与妻子、图特摩斯三世的继母。在她的父親圖特摩斯一世駕崩後，因為王后雅赫摩斯沒有嫡出兒子繼承王位，因此由側妃—姆特諾费列特所出的兒子繼承王位，即日後的圖特摩斯二世，但因為出身不夠，因此圖特摩斯二世必須迎娶一位具有純正王室血統的女子為妻，因此身為前任法老嫡女的哈特謝普蘇特嫁給了自己的異母弟圖特摩斯二世。
圖特摩斯二世一生體弱多病，不曾親自出征，婚後僅三年，圖特摩斯二世便病死。由於哈特謝普蘇特只生一個女兒，所以從後宮妃子生的王子中推舉尚是男嬰的圖特摩斯三世成為新法老。
因此圖特摩斯三世即位之後，因為是個嬰兒，故由哈特謝普蘇特做為監護人。哈特謝普蘇特在繼子年幼時，掌握國政，並宣布自己為法老。為了強調執政的合法性，她宣稱自己是阿蒙神之女，也因為這樣，哈特謝普蘇特宣稱，她的統治不需經由和圖特摩斯二世的婚姻，因為她就是尊貴的阿蒙神之女，這也影響到她至今所保留下來的雕刻都是以男性的形象出現。
哈特謝普蘇特執掌國政期間，停下對外戰事，使埃及得以開啟與敘利亞、巴勒斯坦及其他鄰國的商貿，埃及也在她執政年間變得十分繁華富庶，哈特謝普蘇特繼而利用財富大规模建筑神庙，包括在底比斯的停靈廟（Deir el-Bahri）。
哈特謝普蘇特在位21年後去世。在她去世後，敘利亞及巴勒斯坦宣布獨立（之後圖特摩斯三世出征且統治）。此後圖特摩斯三世獨自治國，而為了消灭哈特謝普蘇特治國的痕跡，下令將许多刻上她的名字和形象的雕刻毁去。

## 貿易
女皇在位期間，重新開啟在喜克索斯時代被中斷的貿易路線。女皇統治第九年（約公元前1470年），她到訪龐特（今地理位置不明，可能是今天的索馬里）。她以她的名義調派了五艘船前往，這五艘船每艘平均大約21米長。此行有210人前往，這些人包括了水手和30名駕駛。他們在龐特帶回來乳香和沒藥。
此行也在返回時帶回31棵沒藥樹。在回程時這些樹的樹根都被小心的保存在籃子裡。這也是目前發現最早有國家從別的國家移植樹木回國的記錄。女皇將這些樹栽種於她的停灵廟前的前院。埃及也對龐特送回了回禮，其中包括乳香。女皇將乳香搗碎後將其雜製成眼影粉。這也是最早有使用到樹脂製作化妝品的記錄。此外，在停靈廟裡發現了一些來自紅海的魚種的壁畫，這是女皇要向百姓和世人證明她的影響力曾經抵達紅海。
女皇在她的停靈廟中提及了當時龐特的女皇，阿提女皇(Queen Ati)。這個龐特女皇在壁畫中被描述得很高大，身材肥胖豐滿。部分學者認為她可能患有臀部突肥的疾病，但根據醫學家Marc Armand Ruffer的說法，他不認為阿提女皇患有臀部突肥的疾病，因為阿提女皇沒有臀部突肥的症狀。她可能只是過於肥胖。女皇也調派使者到西奈及朱拜勒進行貿易活動，但關於這兩次貿易活動的經過記載極少。雖然許多考古學家認為在女皇統治下的埃及很和平，但是她可能曾經帶兵攻打努比亞和迦南（今以色列西岸和加沙地區），有學者認為她便是聖經中「法老的女兒」，是摩西的養母。

## 木乃伊
2007年，埃及文化部長宣佈在1989年挖掘的KV60墓中的一具木乃伊，與裝有哈特謝普蘇特內臟的陶罐中的一枚臼齒，經CT掃描比對後發現臼齒與木乃伊缺牙位置的牙床完全吻合，且該具木乃伊姿勢與形式屬於皇室成員，再進一步依DNA比對結果，相信該具木乃伊就是哈特谢普苏特本人，如今，她的木乃伊现藏开罗博物馆。

## 家人
哈特謝普蘇特是法老图特摩斯一世與雅赫摩斯王后的長女。她有三個兄弟分別是图特摩斯二世、阿蒙摩斯和娃德杰摩斯。由於阿蒙摩斯和娃德傑摩斯於圖特摩斯一世去世前死去。圖特摩斯二世才能得到繼位的權利，但因為他是圖特摩斯一世與側室姆特諾費列特的兒子，並沒有完全的王權，所以圖特摩斯一世將哈特謝普蘇特許配給他以便得到正式合法的王權。哈特謝普蘇特也有一個妹妹妮斐鲁碧提，但史書文件並沒有關於她的詳細記載，僅與父親圖特摩斯一世和母親雅赫摩斯王后出現於一副壁畫，她可能早夭。哈特謝普蘇特與图特摩斯二世生有一個女兒，涅弗鲁利，她可能是图特摩斯三世的皇后，但没有任何文物显示他们有婚约，在哈特谢普苏特病逝前去世，享年16岁。她的祖母是仙塞妮普。仙塞妮普的家世不详，丈夫身份有待考察，或为阿蒙霍特普一世的姐妹或妾室，出现于停灵庙的几副壁画。部分學者認為哈特謝普蘇特在與圖特摩斯二世結婚前有一個情人赛门姆特（亦称"森穆特"）。他是哈特谢普苏特时代的大臣兼建筑师。賽門姆特是农夫（后为大臣）拉摩斯与哈诺费雷特夫妇的儿子、涅弗鲁利公主的家庭教师，与哈布森尼布俱为当代势力最强的大臣，有著极大的权势，在哈特謝普蘇特病逝後未再有記載。

## 註腳
1. 1 2 3 4 5  . Phouka.   [13 April 2008]. （原始内容存档于2012-01-30）.
2. ↑  Tyldesley, Hatchepsut, p. 226.
3. 1 2  Wilford, John Noble. . New York Times. June 27, 2007  [June 29, 2007]. （原始内容存档于2017-06-09）. A single tooth and some DNA clues appear to have solved the mystery of the lost mummy of Hatshepsut, one of the great queens of ancient Egypt, who reigned in the 15th century B.C.
4. ↑  哈特謝普蘇特的說法是，阿蒙神曾化身為她父親（也就是圖特摩斯一世）的樣貌使她母親雅赫摩斯王后受孕，之後在阿莫斯臨盆之際，由兩位女神領阿莫斯進入產房，而在孩子生下之後，另外幾位女神將孩子獻給阿蒙神，而阿蒙神也承認這個孩子是自己的女兒。
5. ↑  . BBC中文網. 2007-06-27  [2013-07-23]. （原始内容存档于2015-11-15）.